# Drama (álbum de Jamelia)
Drama es el título del álbum-debut de la cantante de R&B inglesa Jamelia.

## El disco
Drama es el primer disco de la cantante inglesa Jamelia. El álbum, una mezcla de R&B, Hip Hop y Pop fue publicado el 26 de junio del 2000. El álbum incluye los sencillos "I Do", "Money", "Call Me" y "Boy Next Door", en el que los cuatro singles disfrutaron de un muy moderado éxito en el Reino Unido y a nivel internacional.
El álbum no tiene certificación en el Reino Unido ni en ninguna otra parte, pero se posicionó en el #39 en el UK Albums Charts'.
El disco consiguió vender cerca de 800,000 copias en todo el mundo, consiguiendo un muy moderado éxito.

## Lista de temas
1. «One»
2. «Money»
3. «Call Me»
4. «Not With You»
5. «Boy Next Door»
6. «One Day»
7. «Ghetto»
8. «Thinking 'Bout You»
9. «I Do»
10. «Room 101»
11. «Guilty»
12. «I Can't Be»
13. «This Time»

## Trayectoria en las listas
| Position | 39 | 40 | 47 | 55 | 68 | 76 | 84 | 100 | 109 | 119 | 128 | 133 | 158 | 199 | 218 | 239 | Out | Out |

| Position | 58 | 66 | 79 | 99 | 121 | 166 | 179 | 215 | Out | Out |

| Position | 40 | 45 | 57 | 84 | 100 | 124 | 165 | 198 | 217 | 249 | Out | Out |

| Position | 60 | 75 | 105 | 137 | 188 | 243 | Out | Out |

| Position | 31 | 30 | 35 | 40 | 47 | 59 | 64 | 87 | 99 | 100 | 110 | 134 | 158 | 211 | 248 | Out | Out |

- Datos: Q427931